# District de Nanshi (Baoding)
Le district de Nanshi (南市区 ; pinyin : Nánshì Qū) est une subdivision administrative de la province du Hebei en Chine. Il est placé sous la juridiction de la ville-préfecture de Baoding.